# Spilosoma mienshanica
Spilosoma mienshanica là một loài bướm đêm thuộc phân họ Arctiinae, họ Erebidae.